# Leichtathletik-Europameisterschaften 2018/Hochsprung der Frauen

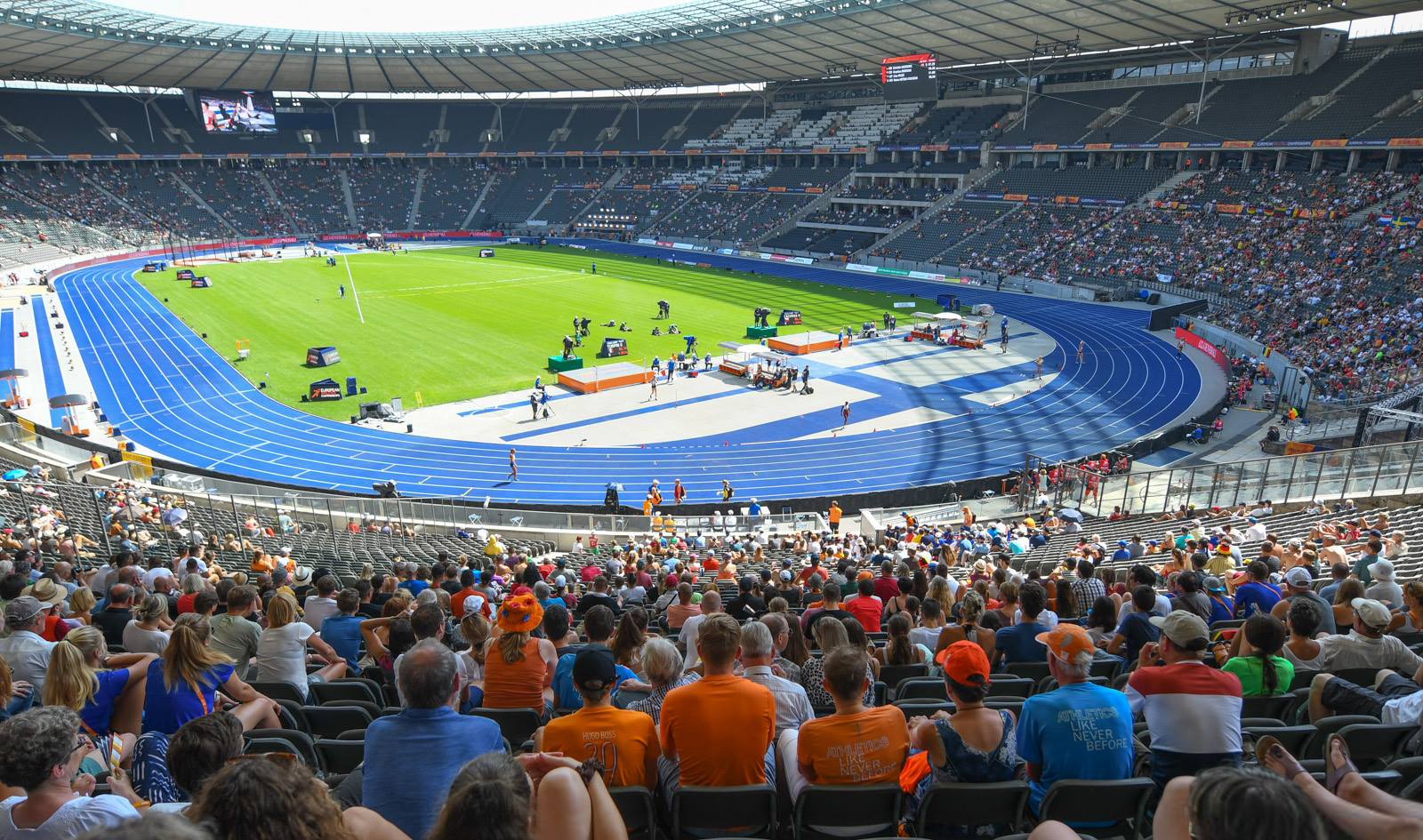
Das Berliner Olympiastadion am 9. August 2018

Der Hochsprung der Frauen bei den Leichtathletik-Europameisterschaften 2018 fand am 8. und 10. August im Olympiastadion in der deutschen Hauptstadt Berlin statt.
Europameisterin wurde die unter neutraler Flagge startende Russin Marija Lassizkene. Die Bulgarin Mirela Demirewa gewann die Silbermedaille. Bronze ging an die Deutsche Marie-Laurence Jungfleisch.

## Bestehende Rekorde
| Weltrekord           | 2,09 m | Stefka Kostadinowa                    | WM Rom, Italien       | 30. August 1987 |
| Europarekord         | 2,09 m | Stefka Kostadinowa                    | WM Rom, Italien       | 30. August 1987 |
| Meisterschaftsrekord | 2,03 m | Tia Hellebaut Wenelina Wenewa-Mateewa | EM Göteborg, Schweden | 9. August 2006  |
| Meisterschaftsrekord | 2,03 m | Blanka Vlašić                         | EM Barcelona, Spanien | 1. August 2010  |

Der bestehende EM-Rekord wurde bei diesen Europameisterschaften nicht erreicht. Die größte Höhe mit jeweils 2,00 m erzielten die beiden erstplatzierten Athletinnen Europameisterin Marija Lassizkene, die als neutrale Wettbewerberin teilnahm (zweiter Versuch), und die bulgarische Vizeeuropameisterin Mirela Demirewa (dritter Versuch), womit sie drei Zentimeter unter dem Rekord blieben. Zum Welt- und Europarekord fehlten ihnen neun Zentimeter.

## Legende
Kurze Übersicht zur Bedeutung der Symbolik – so üblicherweise auch in sonstigen Veröffentlichungen verwendet:
| PB | Persönliche Bestleistung              |
| SB | Persönliche Jahresbestleistung        |
| e  | egalisiert                            |
| –  | verzichtet                            |
| o  | übersprungen                          |
| x  | ungültig                              |
| r  | Wettkampf nicht fortgesetzt (retired) |

## Qualifikation
8. August 2018, 18:25 Uhr MESZ
Die Qualifikation wurde in zwei Gruppen durchgeführt. Die Qualifikationshöhe für den direkten Finaleinzug betrug 1,92 m. Keine Wettbewerberin ging diese Höhe überhaupt an, alle Athletinnen, die 1,90 m bewältigt hatten, gingen davon aus, dass dies für die Finalqualifikation ausreiche, weil man damit unter den zwölf Besten – der Mindestanzahl von Finalteilnehmerinnen – sei. Elf Springerinnen hatten 1,90 m überquert. Darüber hinaus gab es drei Sportlerinnen, die ohne jeden Fehlversuch 1,86 m gemeistert hatten und die gleichauf den zwölften Platz belegten. So erreichten schließlich diese insgesamt vierzehn Teilnehmerinnen das Finale (hellgrün unterlegt). Drei weitere Athletinnen hatten ebenfalls 1,86 m zu Buche stehen, schieden jedoch aus, weil sie dabei Fehlversuche produziert hatten und somit nicht zu den besten zwölf bzw. in diesem Falle vierzehn Teilnehmerinnen gehörten.

### Gruppe A

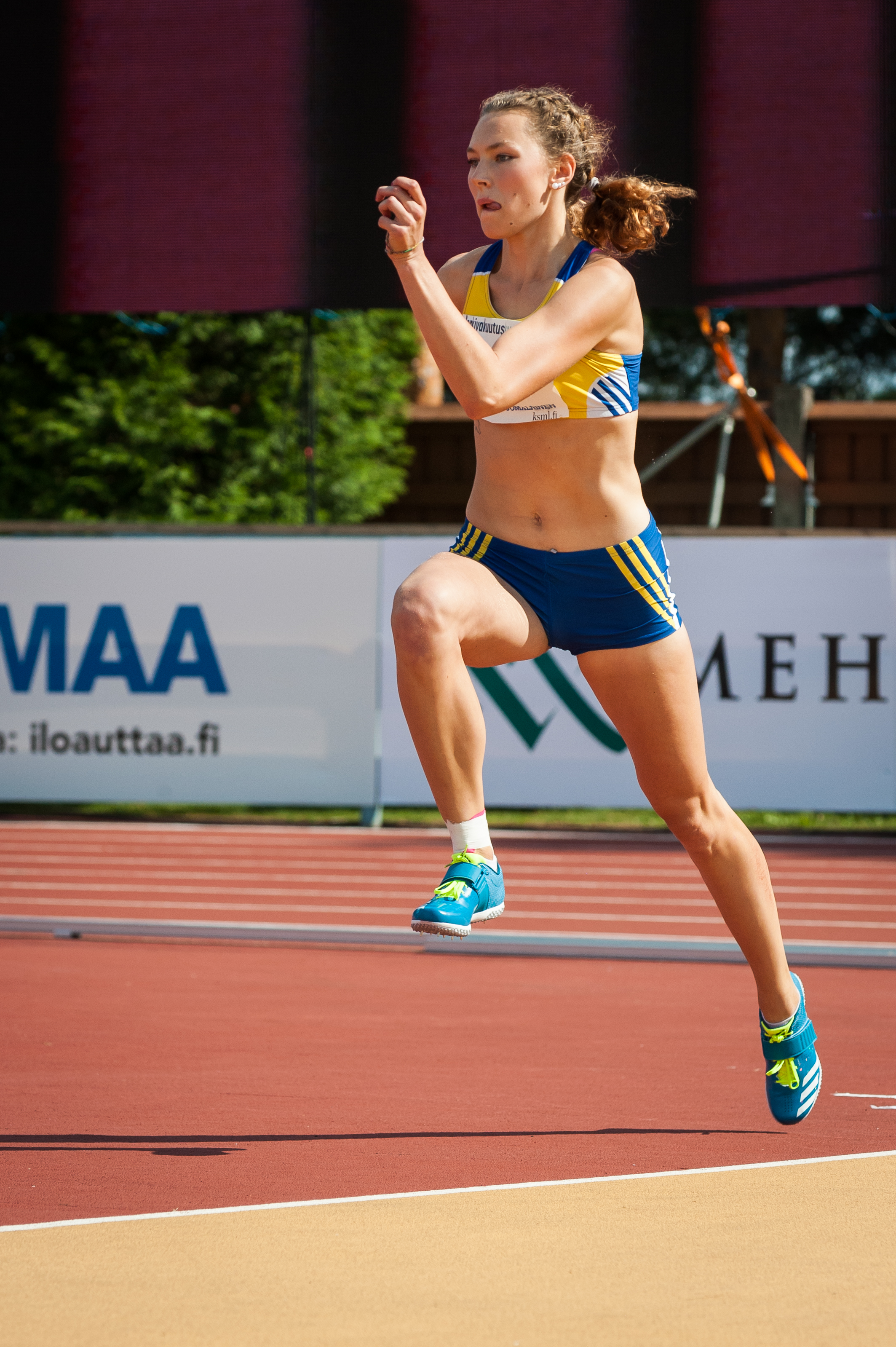
Trotz übersprungener 1,86 m schied Ella Junnila unter Anwendung der Fehlversuchsregel aus
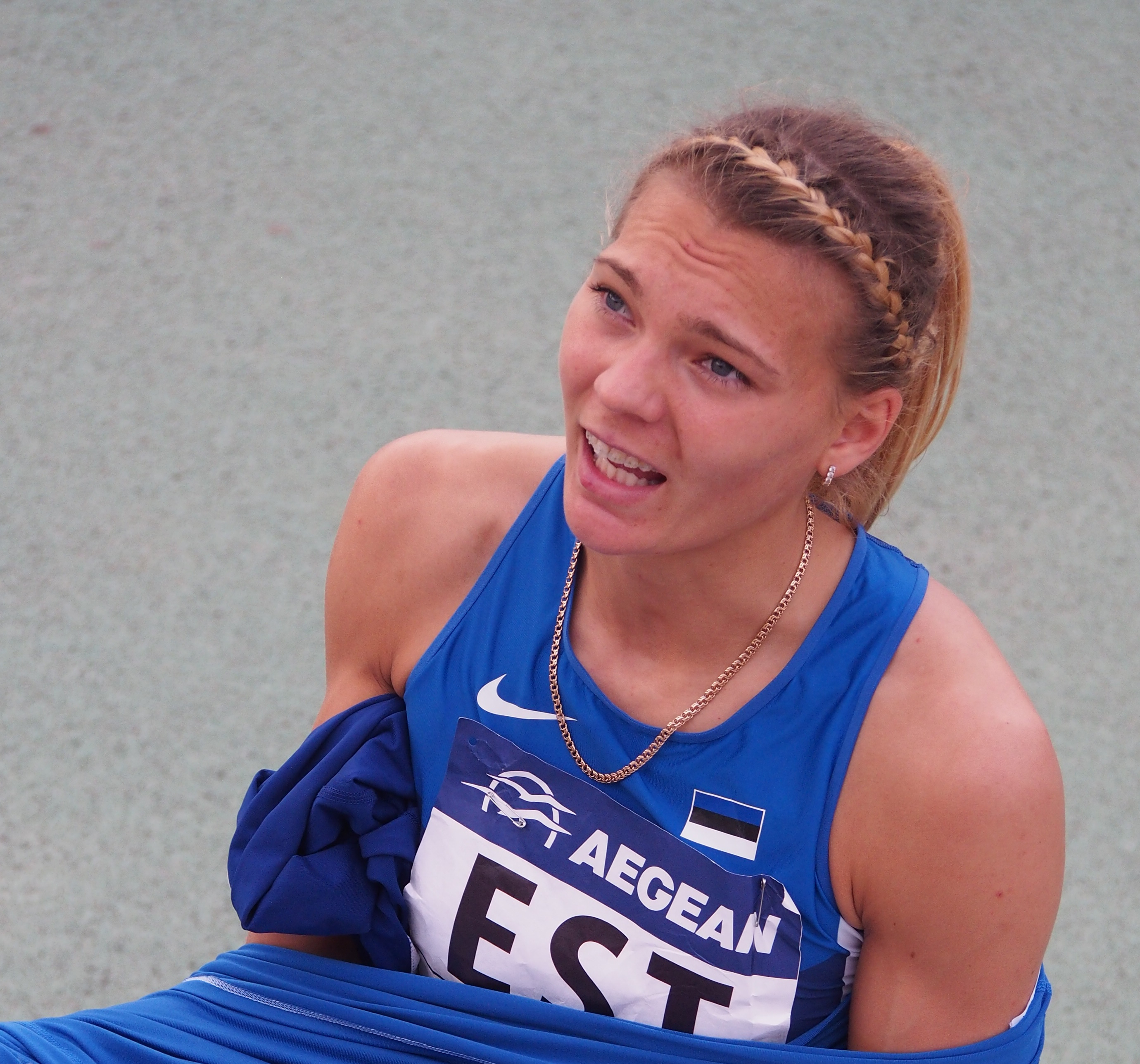
1,76 m waren für n Eleriin Haas zu wenig, um im Finale dabei zu sein

| Platz | Athletin           | Land           | Versuchsserie (m) | Versuchsserie (m) | Versuchsserie (m) | Versuchsserie (m) | Höhe (m) |
| Platz | Athletin           | Land           | 11,76             | 1,81              | 1,86              | 1,90              | Höhe (m) |
| ----- | ------------------ | -------------- | ----------------- | ----------------- | ----------------- | ----------------- | -------- |
| 01    | Mirela Demirewa    | Bulgarien      | –                 | –                 | o                 | o                 | 1,90     |
| 02    | Imke Onnen         | Deutschland    | –                 | o                 | o                 | xo                | 1,90     |
| 02    | Ana Šimić          | Kroatien       | –                 | o                 | o                 | xo                | 1,90     |
| 04    | Erika Kinsey       | Schweden       | o                 | o                 | o                 | xxo               | 1,90     |
| 04    | Julija Lewtschenko | Ukraine        | –                 | o                 | o                 | xxo               | 1,90     |
| 04    | Alessia Trost      | Italien        | o                 | o                 | o                 | xxo               | 1,90     |
| 07    | Oksana Okunjewa    | Ukraine        | o                 | o                 | o                 | xxx               | 1,86     |
| 08    | Ella Junnila       | Finnland       | xo                | o                 | xxo               | xxx               | 1,86     |
| 09    | Nikki Manson       | Großbritannien | o                 | o                 | xxx               |                   | 1,81     |
| 09    | Lada Pejchalová    | Tschechien     | o                 | o                 | xxx               |                   | 1,81     |
| 09    | Desirée Rossit     | Italien        | o                 | o                 | xxx               |                   | 1,81     |
| 12    | Claire Orcel       | Belgien        | xo                | o                 | xxr               |                   | 1,81     |
| 13    | Eleriin Haas       | Estland        | o                 | xxx               |                   |                   | 1,76     |

### Gruppe B

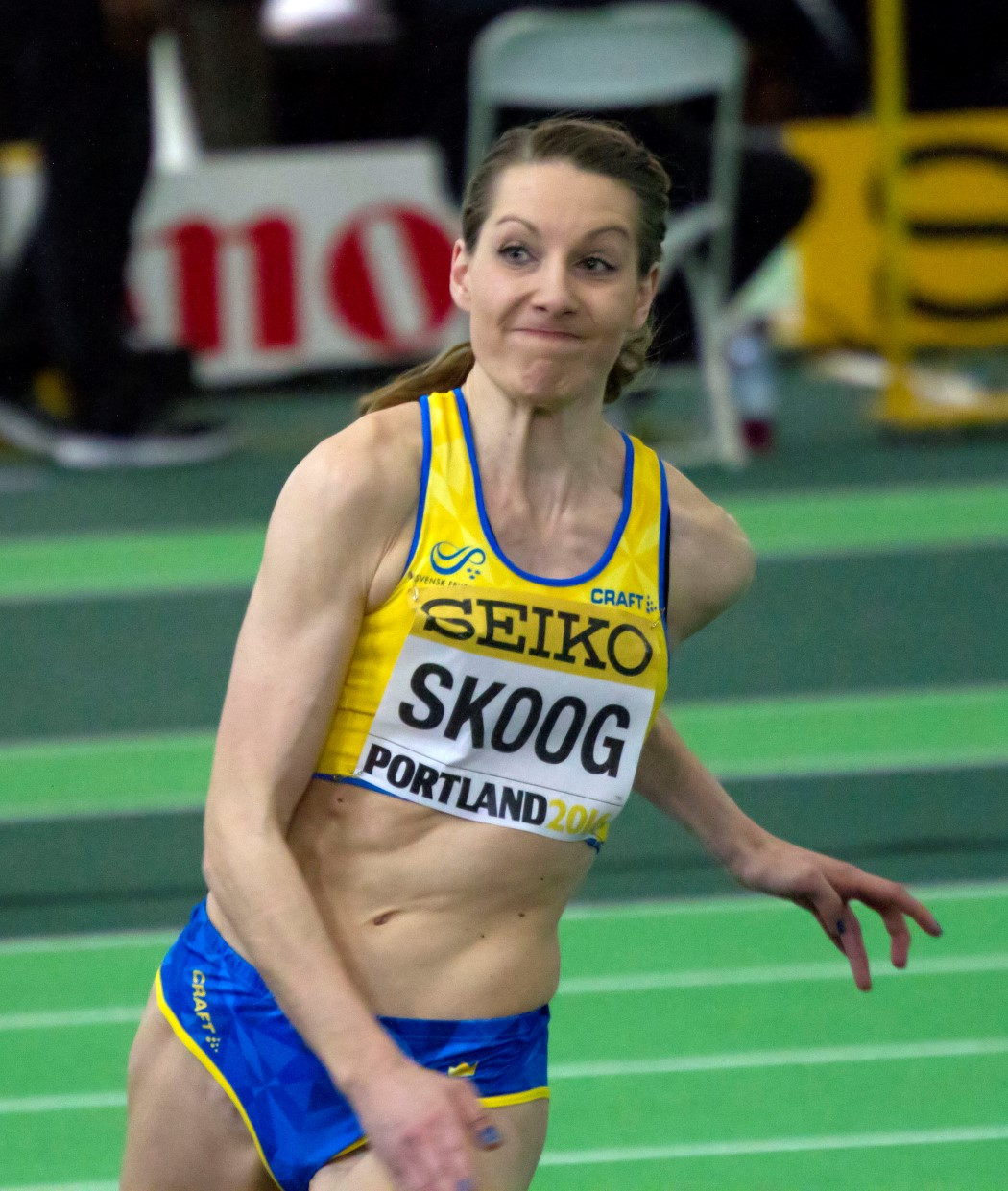
Sofie Skoog schied mit übersprungenen 1,86 m wegen ihrer beiden Fehlversuche aus

| Platz | Athletin                   | Land                        | Versuchsserie (m) | Versuchsserie (m) | Versuchsserie (m) | Versuchsserie (m) | Höhe (m) |
| Platz | Athletin                   | Land                        | 11,76             | 1,81              | 1,86              | 1,90              | Höhe (m) |
| ----- | -------------------------- | --------------------------- | ----------------- | ----------------- | ----------------- | ----------------- | -------- |
| 01    | Marie-Laurence Jungfleisch | Deutschland                 | –                 | o                 | o                 | o                 | 1,90     |
| 01    | Morgan Lake                | Großbritannien              | –                 | o                 | o                 | o                 | 1,90     |
| 01    | Marija Lassizkene          | Authorised Neutral Athletes | –                 | o                 | o                 | o                 | 1,90     |
| 01    | Airinė Palšytė             | Litauen                     | –                 | o                 | o                 | o                 | 1,90     |
| 01    | Kateryna Tabaschnyk        | Ukraine                     | –                 | o                 | o                 | o                 | 1,90     |
| 06    | Michaela Hrubá             | Tschechien                  | o                 | o                 | o                 | xxx               | 1,86     |
| 06    | Karyna Taranda             | Belarus                     | o                 | o                 | o                 | xxx               | 1,86     |
| 08    | Elena Vallortigara         | Italien                     | o                 | o                 | xo                | xxx               | 1,86     |
| 09    | Sofie Skoog                | Schweden                    | –                 | xo                | xo                | xxx               | 1,86     |
| 10    | Daniela Stanciu            | Rumänien                    | o                 | o                 | xxx               |                   | 1,81     |
| 10    | Marija Vuković             | Montenegro                  | –                 | o                 | xxx               |                   | 1,81     |
| 12    | Tonje Angelsen             | Norwegen                    | o                 | xxo               | xxx               |                   | 1,81     |

## Finale
10. August 2018, 19:22 Uhr MESZ
| Platz | Athletin                   | Land                        | Versuchsserie (m) | Versuchsserie (m) | Versuchsserie (m) | Versuchsserie (m) | Versuchsserie (m) | Versuchsserie (m) | Versuchsserie (m) | Versuchsserie (m) | Versuchsserie (m) | Höhe (m) |
| Platz | Athletin                   | Land                        | 1,82              | 1,87              | 1,91              | 1,94              | 1,96              | 1,98              | 2,00              | 2,02              | 2,04              | Höhe (m) |
| ----- | -------------------------- | --------------------------- | ----------------- | ----------------- | ----------------- | ----------------- | ----------------- | ----------------- | ----------------- | ----------------- | ----------------- | -------- |
|       | Marija Lassizkene          | Authorised Neutral Athletes | –                 | o                 | o                 | o                 | xo                | o                 | xo                | –                 | xxx               | 2,00     |
|       | Mirela Demirewa            | Bulgarien                   | –                 | o                 | o                 | xo                | –                 | –                 | xxo               | –                 | xxx               | 2,00 PBe |
|       | Marie-Laurence Jungfleisch | Deutschland                 | o                 | o                 | o                 | o                 | o                 | xxx               |                   |                   |                   | 1,96 SBe |
| 4     | Airinė Palšytė             | Litauen                     | o                 | xo                | o                 | o                 | xo                | xxx               |                   |                   |                   | 1,96 SB  |
| 5     | Kateryna Tabaschnyk        | Ukraine                     | o                 | o                 | o                 | o                 | xxx               |                   |                   |                   |                   | 1,94     |
| 6     | Michaela Hrubá             | Tschechien                  | o                 | xxo               | o                 | xxx               |                   |                   |                   |                   |                   | 1,91 SB  |
| 7     | Morgan Lake                | Großbritannien              | o                 | o                 | xo                | xxx               |                   |                   |                   |                   |                   | 1,91     |
| 8     | Alessia Trost              | Italien                     | o                 | o                 | xxo               | xxx               |                   |                   |                   |                   |                   | 1,91 SBe |
| 9     | Julija Lewtschenko         | Ukraine                     | o                 | xo                | xxo               | xxx               |                   |                   |                   |                   |                   | 1,91     |
| 10    | Oksana Okunjewa            | Ukraine                     | o                 | o                 | xxx               |                   |                   |                   |                   |                   |                   | 1,87     |
| 10    | Ana Šimić                  | Kroatien                    | o                 | o                 | xxx               |                   |                   |                   |                   |                   |                   | 1,87     |
| 12    | Karyna Taranda             | Belarus                     | xo                | xo                | xxx               |                   |                   |                   |                   |                   |                   | 1,87     |
| 13    | Erika Kinsey               | Schweden                    | o                 | xxo               | xxx               |                   |                   |                   |                   |                   |                   | 1,87     |
| 14    | Imke Onnen                 | Deutschland                 | xxo               | xxx               |                   |                   |                   |                   |                   |                   |                   | 1,82     |

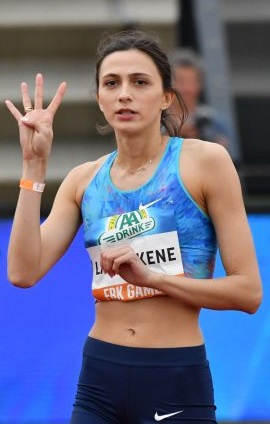
Europameisterin Marija Lassizkene

Zum engsten Favoritenkreis gehörten die Weltmeisterin von 2017 Marija Lassizkene, die unter neutraler Flagge startete, die ukrainische Vizeweltmeisterin von 2017 Julija Lewtschenko sowie die Bulgarin Mirela Demirewa als Olympiazweite von 2016 und Vizeeuropameisterin von 2016. Chancenreich gingen auch Airinė Palšytė aus Litauen, 2016 ebenfalls Vizeeuropameisterin, und die Deutsche Marie-Laurence Jungfleisch an den Start. Jungfleisch hatte bei den großen internationalen Meisterschaften der letzten Jahre immer knapp hinter den Medaillenpositionen gelegen.
Für viele Finalteilnehmerinnen war der Wettkampf bereits bei 1,94 m beendet. Nur fünf Athletinnen bewältigten diese Sprunghöhe und konnten die nun folgenden 1,96 m angehen. Ohne jeden Fehlversuch waren bis dahin die Ukrainerin Kateryna Tabaschnyk, Lassizkene und Jungfleisch geblieben. Palšytė hatte bei 1,87 m einmal gerissen, Demirewa einmal bei 1,94 m. Die Bulgarin ließ die nachfolgende Höhe aus. Mit dem ersten Sprung war nur Jungfleisch erfolgreich. Palšytė und Lassizkene nahmen 1,96 m jeweils im zweiten Versuch. Tabaschnyk dagegen riss die Höhe dreimal und schied damit aus. In der Zwischenwertung lag Jungfleisch nun vorn, sie hatte weiterhin keinen Fehlversuch. Lassizkene hatte einen Fehlsprung auf ihrem Konto, bei Palšytė waren es zwei. Demirewa war zwischenzeitlich Fünfte mit übersprungenen 1,94 m. Sie lag noch hinter der bereits ausgeschiedenen Tabaschnyk, war im Gegensatz zur Ukrainerin aber noch im Wettbewerb.
Nun wurden 1,98 m aufgelegt und es ging in die Entscheidung um die Medaillen. Demirewa wollte Kräfte sparen und ließ als einzige Teilnehmerin auch diese Höhe aus. Lassizkene meisterte 1,98 m im ersten Anlauf und übernahm damit die Führung, denn sowohl Palšytė als auch Jungfleisch hatten je drei Fehlsprünge. Die Deutsche hatte damit eine Medaille sicher. Ob es Silber oder Bronze sein würde, hing von Demirewas weiterem Abschneiden ab. Für Palšytė war die Situation noch unsicherer. Sie war zwischenzeitlich Dritte, war aber genauso wie Jungfleisch davon abhängig, ob Demirewa noch eine weitere Höhe nehmen würde.
Die nächste Sprunghöhe – aufgelegt wurden 2,00 m – brachte eine Entscheidung über die Verteilung der Ränge drei bis fünf. Zunächst übersprang Lassizkene die neue Höhe im zweiten Versuch. Demirewa war anschließend mit ihrem dritten und letzten Sprung erfolgreich. Damit führte Lassizkene die Konkurrenz weiter an, Demirewa hatte mindestens Silber sicher. Marie-Laurence Jungfleisch stand als Gewinnerin der Bronzemedaille fest. Die Plätze vier und fünf belegten in dieser Reihenfolge Airinė Palšytė und Kateryna Tabaschnyk.
Jetzt stand noch die Entscheidung um den Titel einer Europameisterin aus. Lassizkene und Demirewa ließen die nun folgenden 2,02 m aus, sodass als nächste Sprunghöhe 2,04 m aufgelegt wurden. Diese Höhe war diesmal für beide Springerinnen zu hoch, beide rissen jeweils dreimal. So war Marija Lassizkene die neue Europameisterin. Mirela Demirewa gewann wie schon 2016 die Silbermedaille.

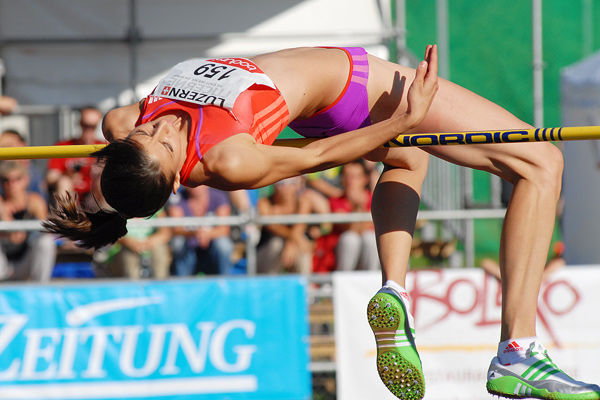
Vizeeuropameisterin Mirela Demirewa
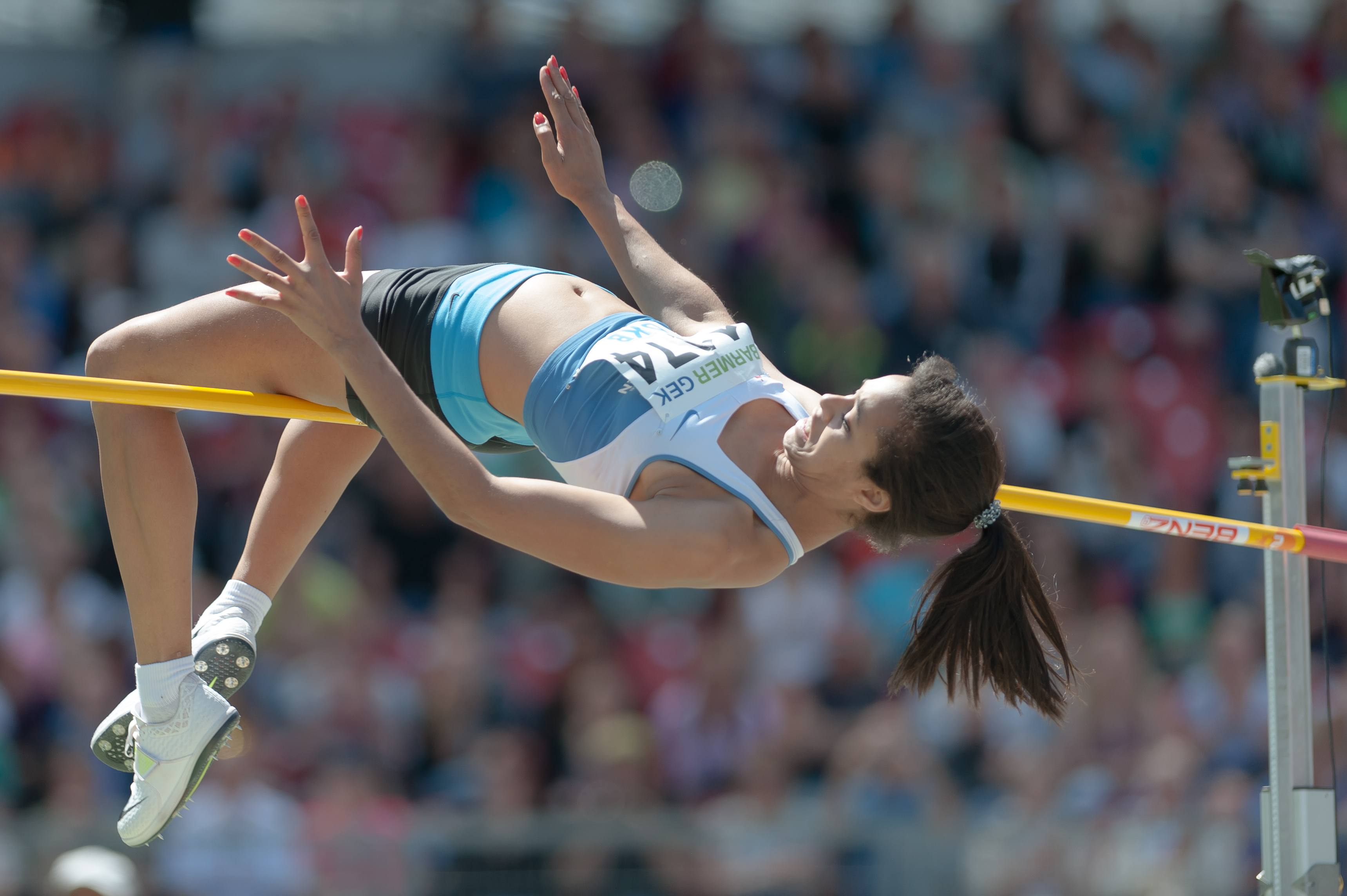
Bronzemedaillengewinnerin Marie-Laurence Jungfleisch
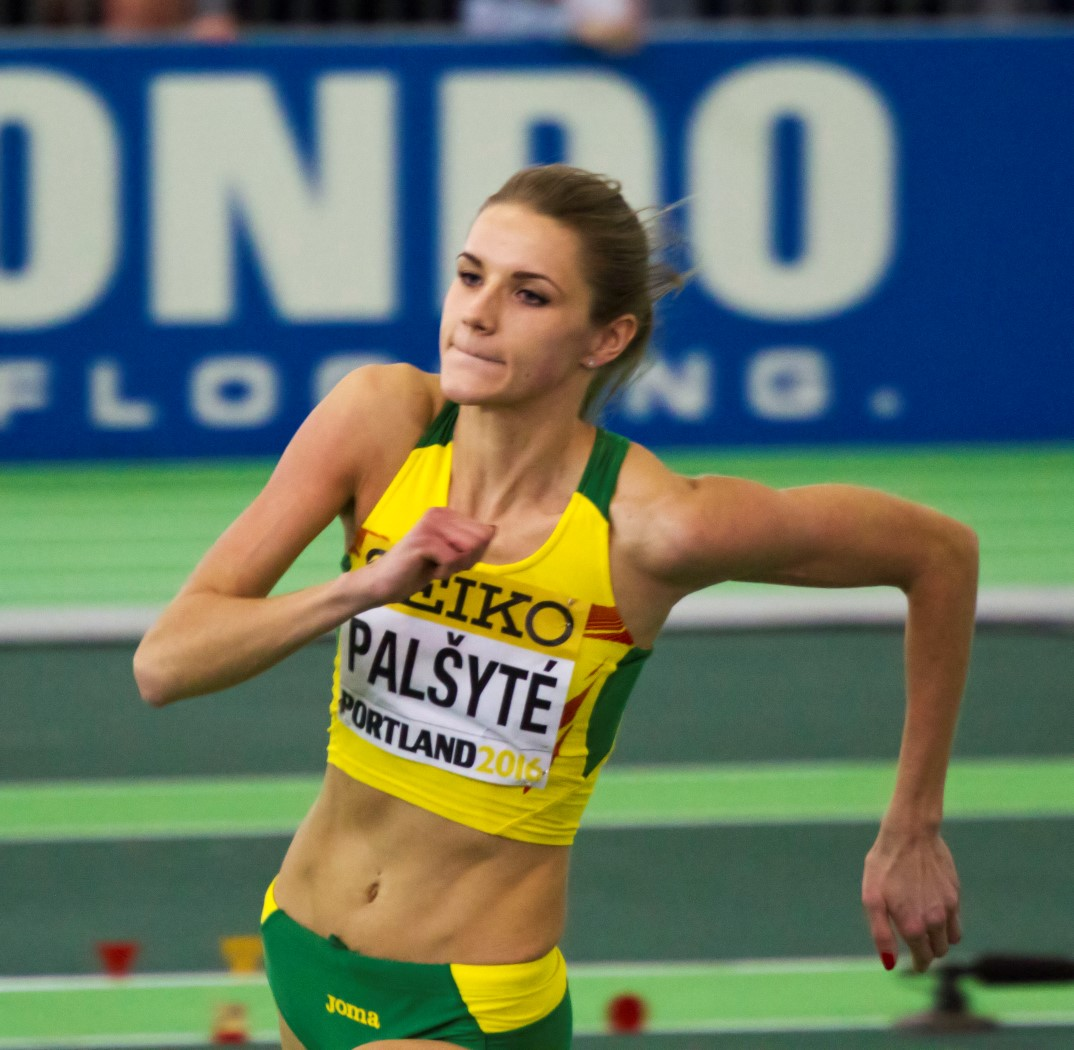
Airinė Palšytė kam auf den vierten Platz
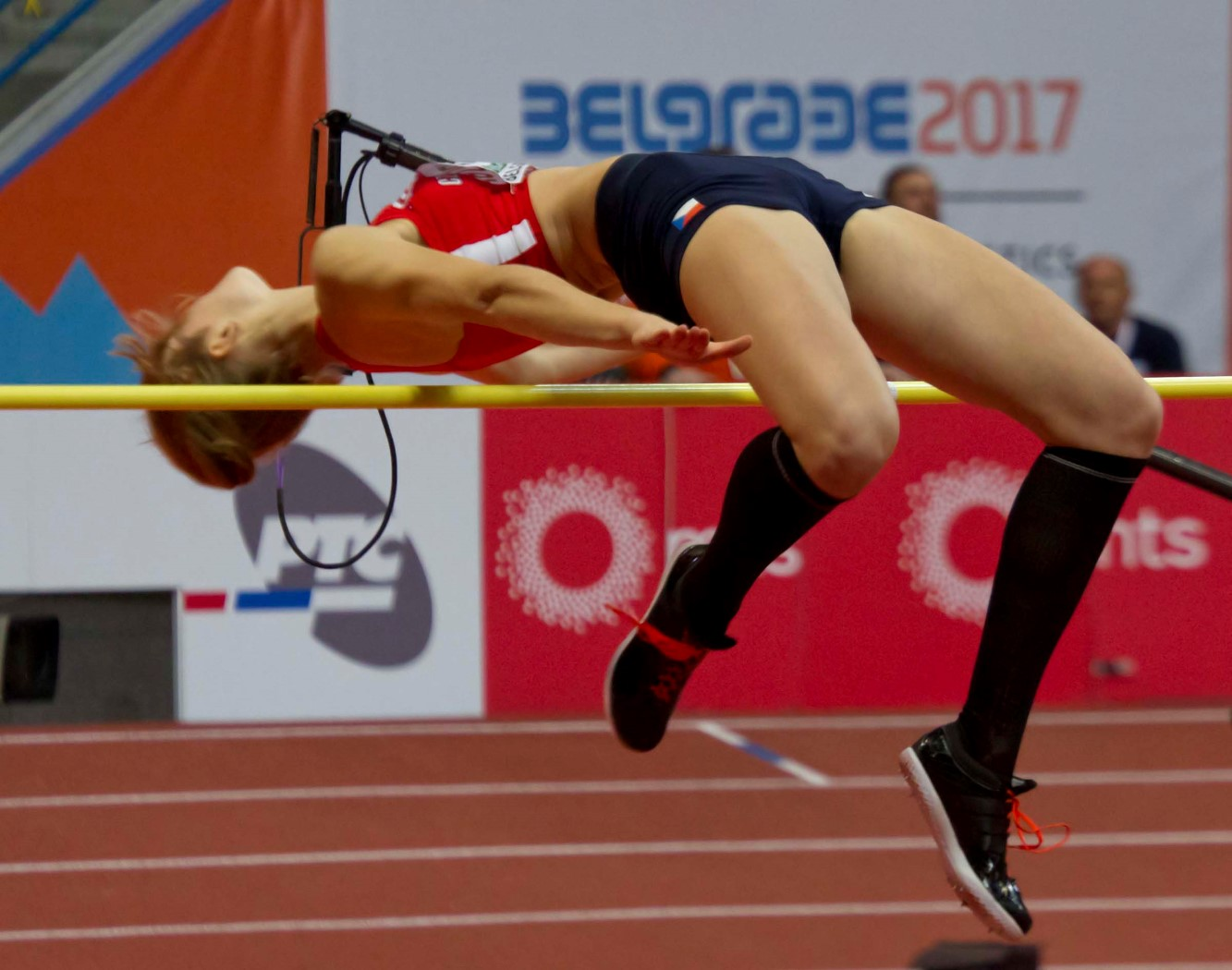
Rang sechs für Michaela Hrubá

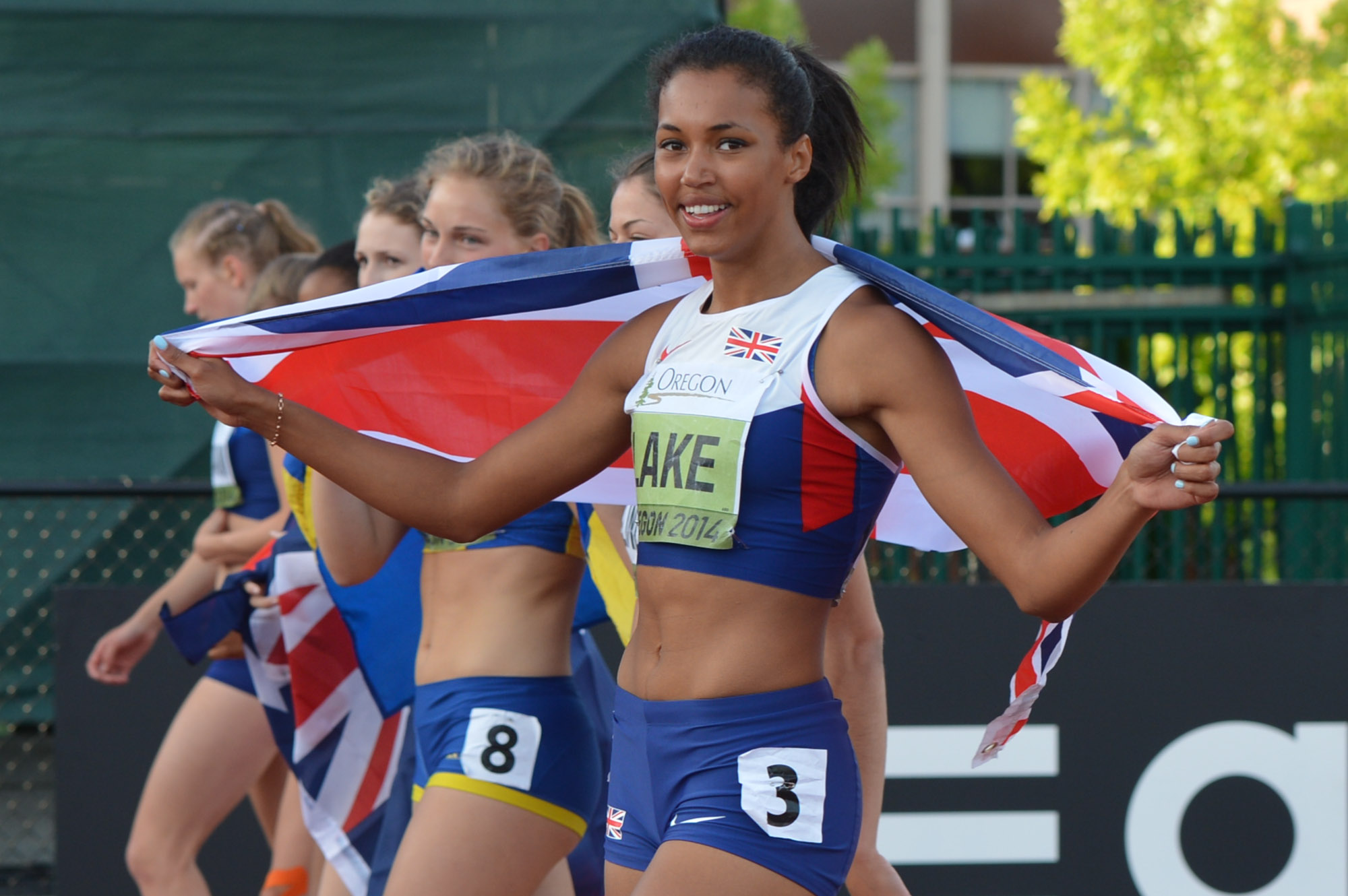
Morgan Lake wurde Siebte
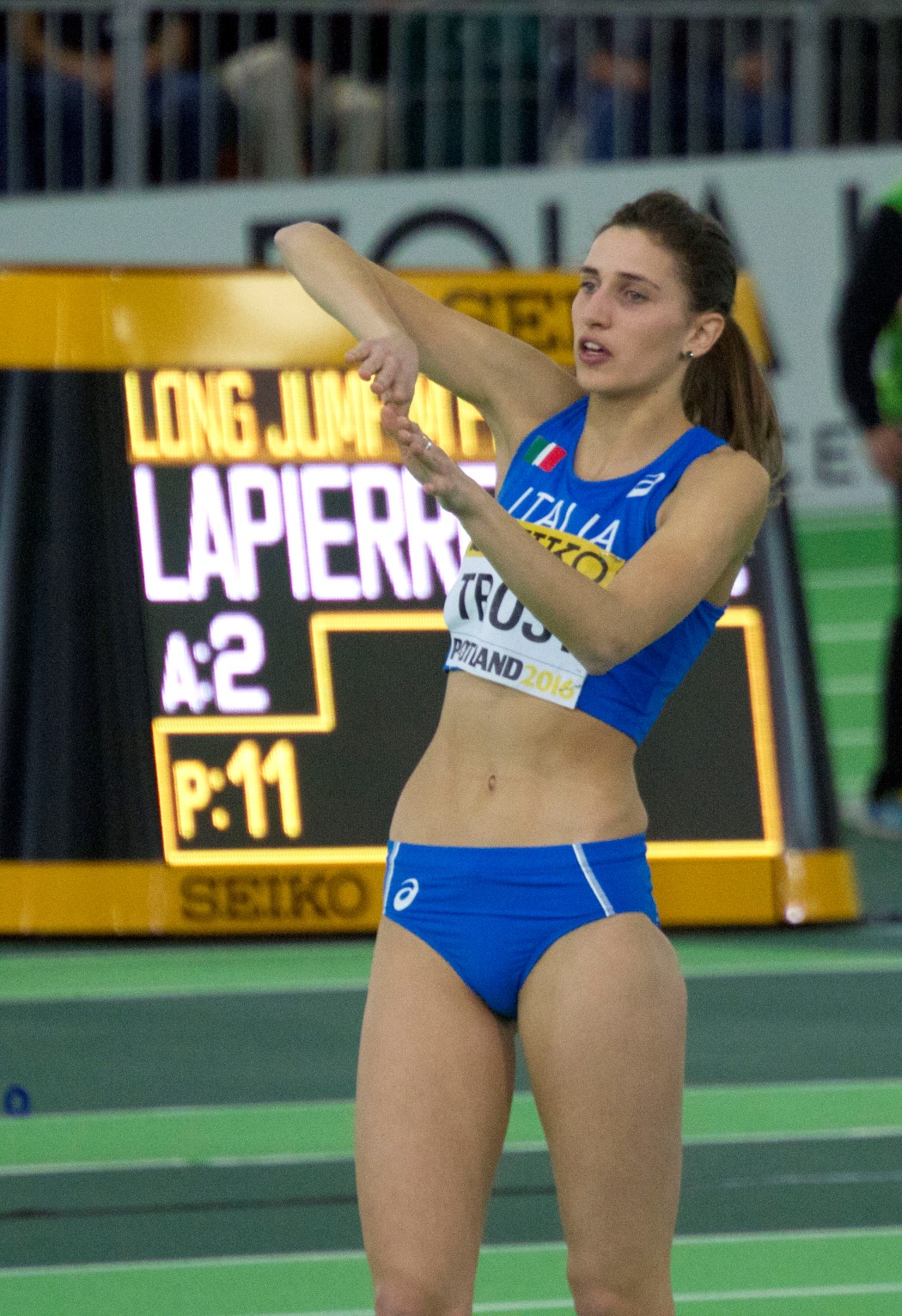
Alessia Trost belegte Rang acht
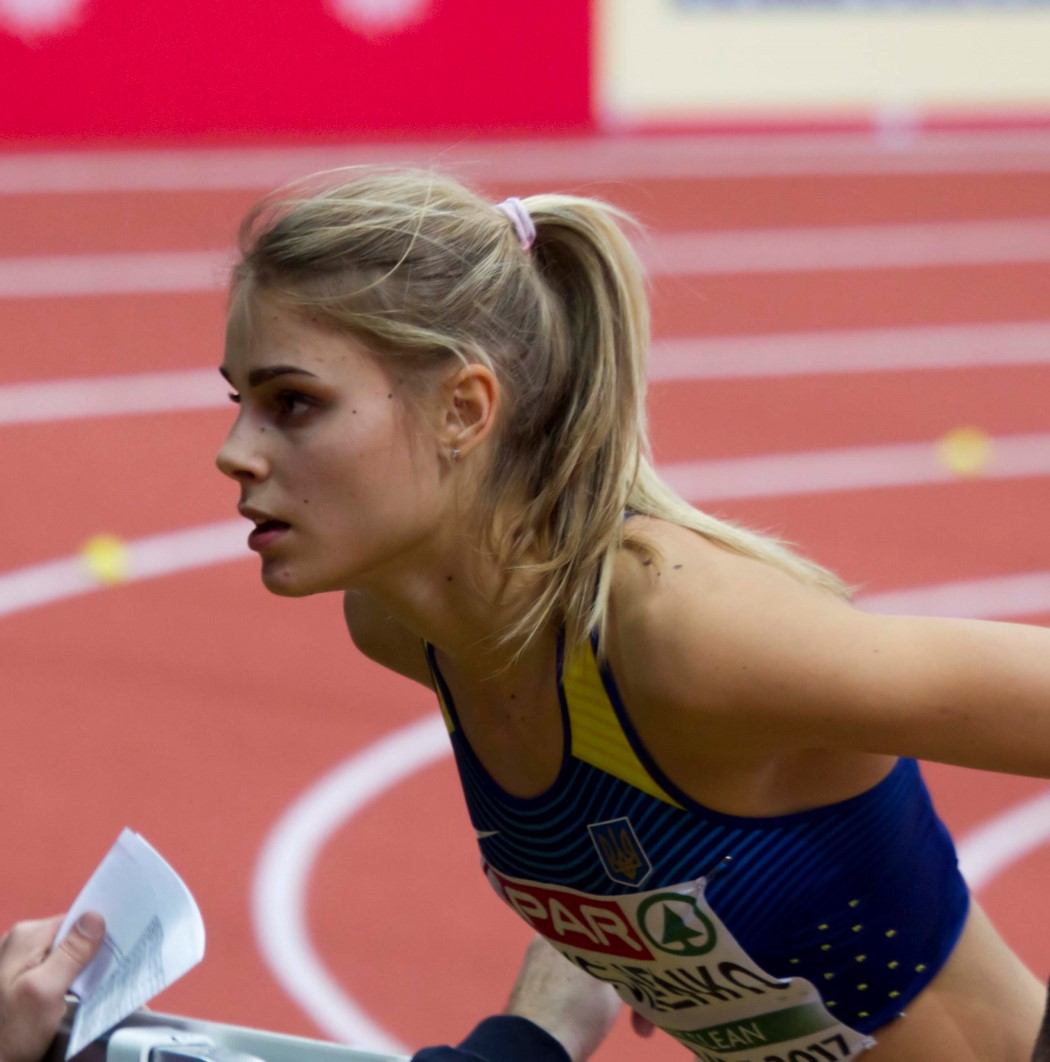
Julija Lewtschenko erreichte den neunten Platz

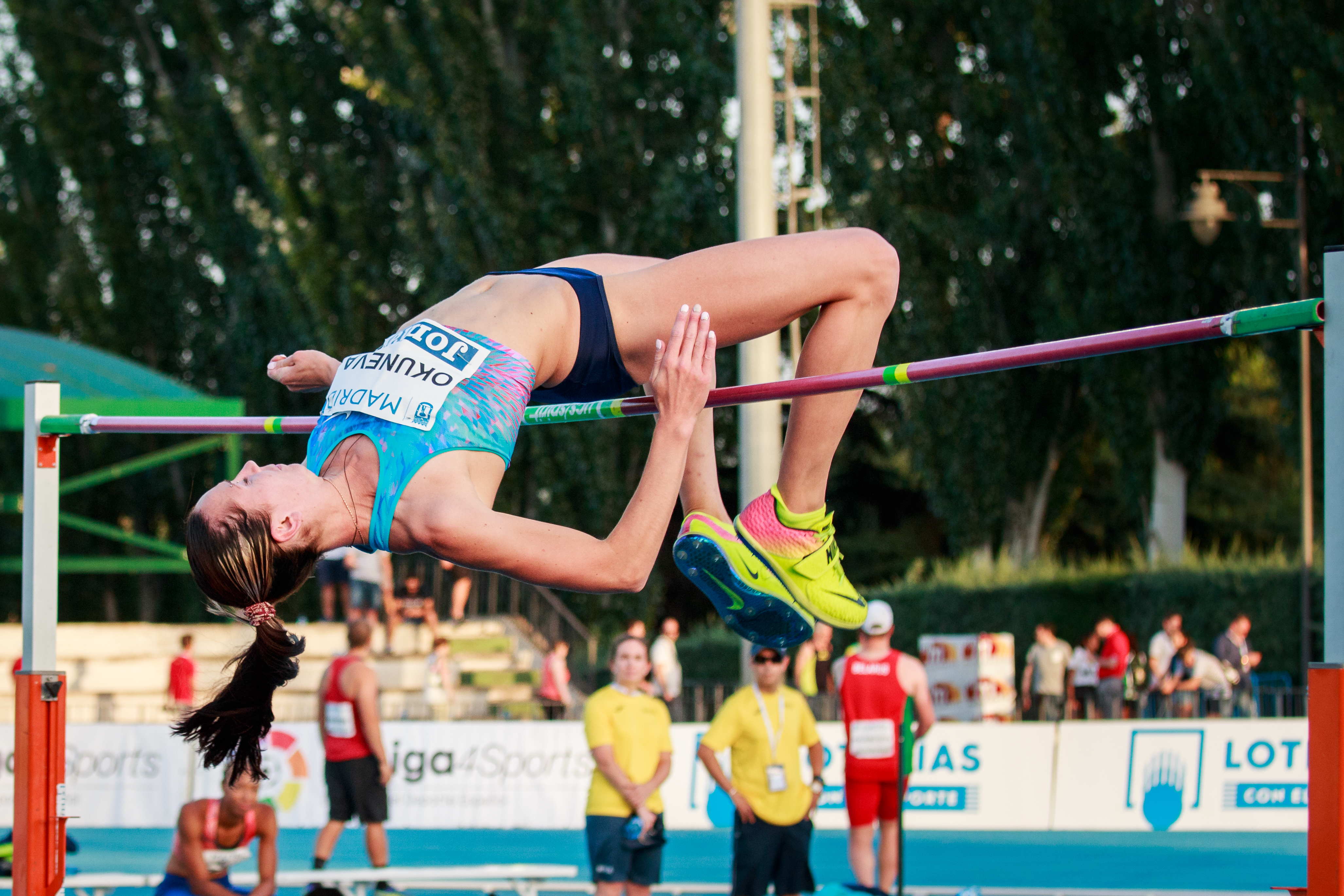
Auf den geteilten zehnten Platz kam Oksana Okunjewa
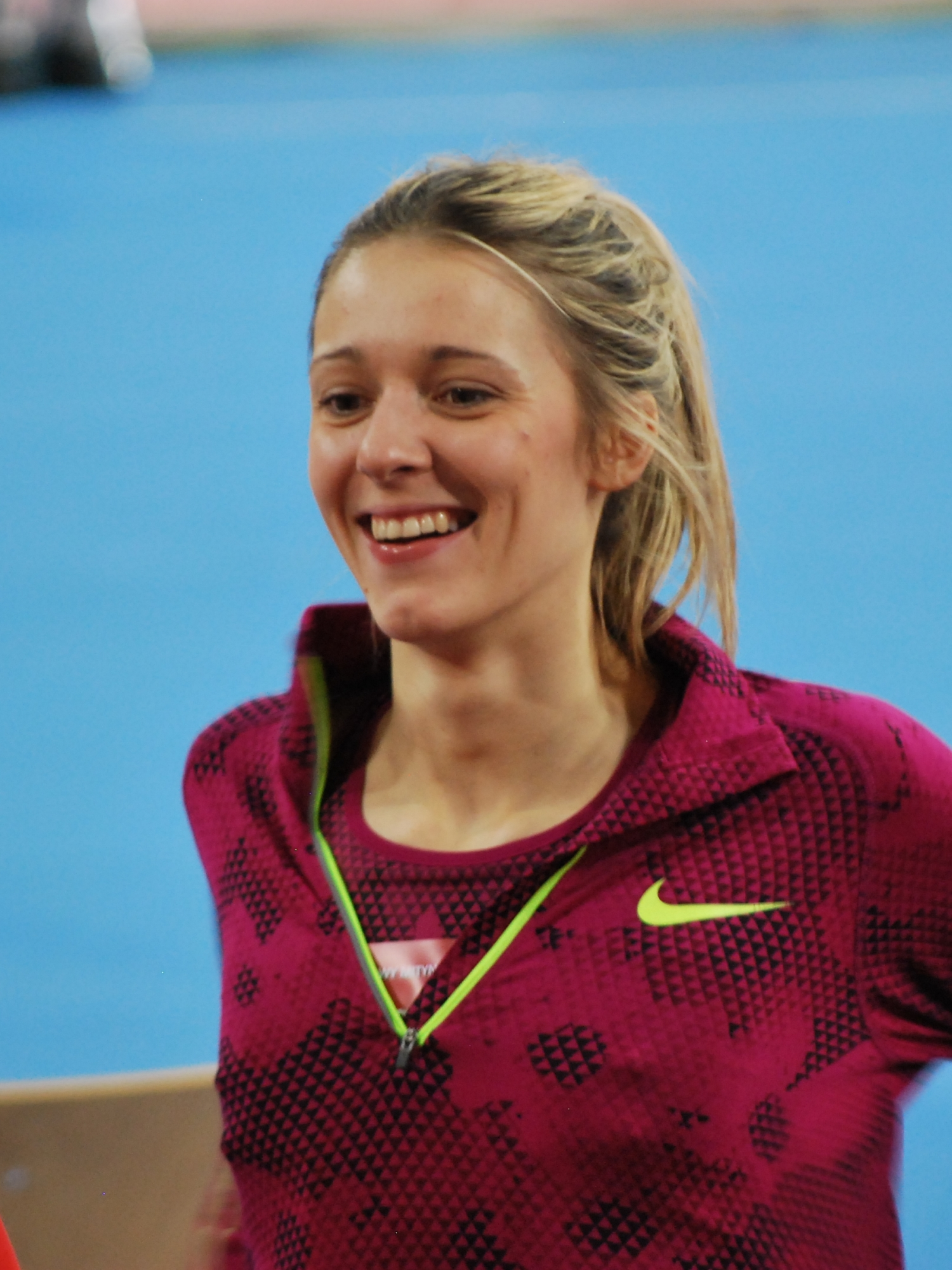
Ana Šimić wurde ebenfalls Zehnte
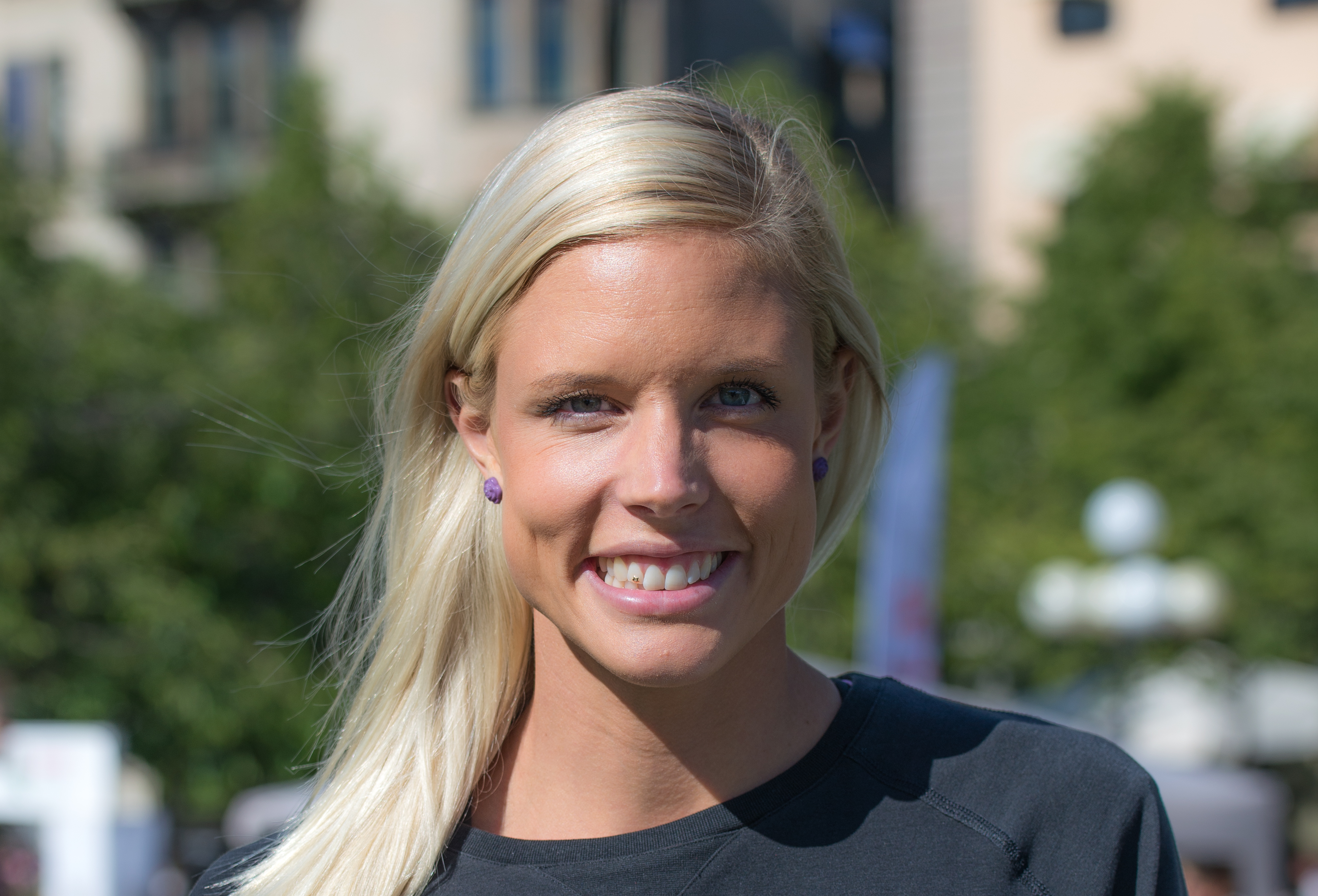
Erika Kinsey belegte Rang dreizehn
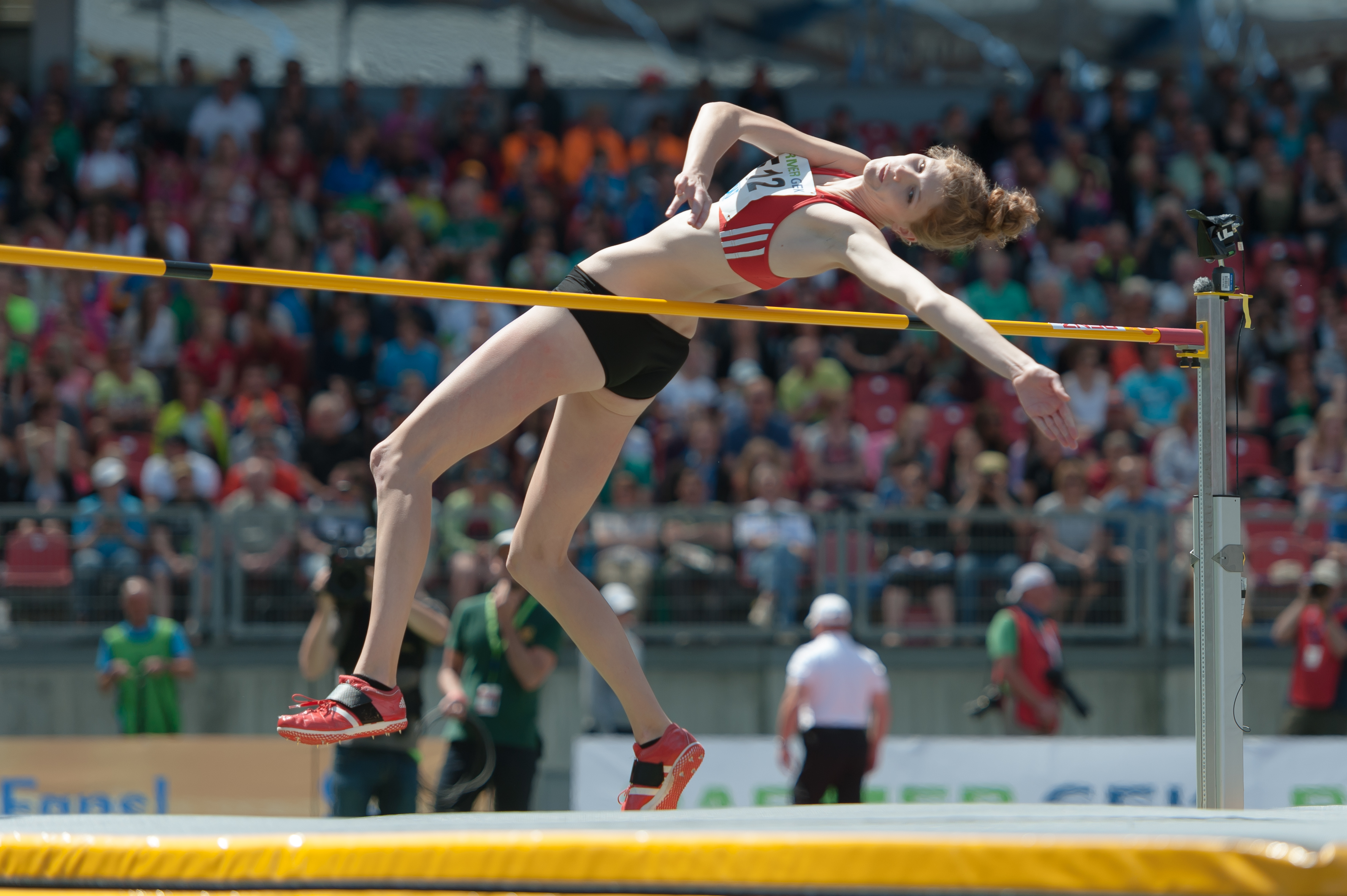
Imke Onnen erreichte das Finale und wurde dort Vierzehnte